# Quận Crow Wing, Minnesota
Quận Crow Wing là một quận thuộc tiểu bang Minnesota, Hoa Kỳ.
Quận này được đặt tên theo sông Crow Wing. Theo điều tra dân số của Cục điều tra dân số Hoa Kỳ năm 2000, quận có dân số 55.099 người, năm 2006 ước tính dân số là 61.009 người. Quận lỵ đóng ở Brainerd6.

## Địa lý
Theo Cục điều tra dân số Hoa Kỳ, quận có diện tích 1.157 dặm vuông Anh (2.996,6 km2), trong đó có 160 dặm vuông Anh (414,4 km2) là diện tích mặt nước.